# 宇城市立不知火中学校
宇城市立不知火中学校（うきしりつ しらぬひちゅうがっこう）は、熊本県宇城市不知火町長崎にある公立中学校である。

## 概要

### 沿革
- 1947年（昭和22年） - 不知火村立不知火中学校、松合町立松合中学校設置
- 1956年（昭和31年） - 町村合併により不知火町立不知火中学校、不知火町立松合中学校と改称
- 1962年（昭和37年） - 松合中学校が不知火中学校へ統合
- 2005年（平成17年） - 町村合併により宇城市立不知火中学校と改称

## 部活動

### 運動系
- バスケットボール部
- 野球部
- 卓球部
- ソフトテニス部
- 女子バレーボール部
- 弓道部
- 陸上部

### 文化系
- マンドリン部
- 美術部

## 関係機関
- 宇城市立不知火小学校
- 宇城市立松合小学校